# Jon Howard
Jon Howard (Mechanicsburg, 27 aprile 1985) è un cantautore, chitarrista, compositore e produttore discografico statunitense.

## Biografia
Dopo essersi diplomato, nel 2004 Jon si sposta a Lancaster, California, ed entra nella band alternative rock Dizmas, con cui pubblica tre album in studi o e una raccolta. Nel 2009 si sposta a Nashville, Tennessee, dove suona nei Stellar Kart sino all'estate del 2010. Dal 2011 al 2016 è turnista per i Paramore. Sempre nel 2011 fonda i General Ghost con Kyle Rictor, con cui pubblica due EP nel 2012 e un album in studio nel 2014, intitolato Drifter Painter Drinker Sinner. Dal 2010 è sposato con la cantante statunitense Natalie Taylor.

## Discografia

### Con i Dizmas
Album in studio
- 2005 – On a Search in America
- 2007 – Tension
- 2008 – Dizmas

Raccolte
- 2006 – Stereocilia Vol. 1

### Con i General Ghost
Album in studio
- 2014 – Drifter Painter Drinker Sinner

EP
- 2012 – Give Me to the Waves
- 2012 – If Then